# SMIT
SMIT（System Management Interface Tool）は、IBMのAIXでのメニューベースのシステム管理（特に構成管理）ツール。

## 特徴
- 2つの操作モード（テキストとグラフィカル）がある。
- 対話型、メニュー方式のインタフェース
- ユーザー補助機能
- システム管理活動のロギング
- システム管理タスクへの高速パス
- SMIT画面をユーザー定義可能

## 操作モード
SMIT はテキストモードと X Window System 上のグラフィカルモードがある。一般にどこでも使えるテキストモードの方が好まれる。テキストモードで起動するには、smitty または smit -a とコマンド入力する。グラフィカルモードで起動するには、msmit または smit -m とコマンド入力する。単に smit と入力すると、自動的に入力端末がグラフィカル機能を持つかどうかを判断し、可能ならばグラフィカルモードで起動する。

## エンドユーザインタフェース
SMIT は対話型メニュー方式のユーザインタフェースを持ち、AIXにおける日々のシステム管理が容易に行えるよう設計されている。システム管理業務は分類され、一連のメニュー、セレクター、ダイアログ画面で表示される。例えば、一般的なソフトウェアインストール作業は Software Installation and Management に分類されている。
選択したタスクを実行中の場合、画面には RUNNING というメッセージが表示される。タスクが終了すると OK または FAILED というメッセージで結果を知らせる。グラフィカルモードでは、タスク実行中は人間が走っている様子をアニメーション表示する。タスクが成功するとその人間が飛び跳ねて喜び、失敗するとうなだれる。
SMIT 画面にはシステムの実際の構成が表示できる。その内容はインストールされているものによって異なる。また、カスタマイズも可能となっている。デバイス画面では、デバイスの種類（ネットワーク、ストレージアダプター、ディスクドライブなど）毎に適用可能なシステム管理タスクが選択できるようになっている。